# E-learning
 Denne artikel bør gennemlæses af en person med fagkendskab for at sikre den faglige korrekthed.

E-learning (på dansk: e-læring) 
Der findes flere forskellige definitioner på begrebet e-læring.
Videnskabsministeriet definerede i 2007 e-læring som: ”En standardbetegnelse for kompetenceudvikling,
hvor indholdet, eller dele heraf, formidles via informations- og kommunikationsteknologi (IKT). Kommunikation og samarbejde mellem deltagerne indbyrdes og mellem deltagerne og underviseren kan også foregå helt eller delvist via IKT. E-læring kan anvendes enten til selvstudier eller som en integreret del af eksempelvis tilstedeværelsesundervisning og sidemandsoplæring. E-læring har et klart læringsformål, og forløbene kan være af et minut eller af flere års varighed” [kilde mangler]
Hos det Det Nationale VidenCenter for e-læring, eVidenCenter, defineres e-læring som ”Læring, der er helt eller delvist medieret af digitale medier”
Karsten Gynther definerer i projektet: ”Visioner, udfordringer, perspektiver og resultater” e-læring som ”Kompetenceudvikling, som er helt eller delvist digitalt medieret”
De to sidstnævnte definitioner diskuteres i Niels Jakob Pasgaards artikel Hvad er e-læring? 
E-læring kan anvendes i mange forskellige former. Der skelnes overordnet mellem e-læring som ren netbaseret undervisning, e-læring som blended learning, der kombinerer det netbaserede med tilstedeværelsesundervisning, og e-læring anvendt i tilstedeværelsesundervisningen.
I Den eDidaktiske Model skelnes der derudover mellem tre former for e-læring; en monologisk, en dialogisk og en polyfon form. De tre e-læringsformer er afledt af M. M. Bakhtins sprogfilosofi, og defineres af forskellige samarbejds- og kommunikationsformer. De kan hver især understøttes af forskellige digitale læremidler.
Som redskab til at arbejde med e-læring, kan den eDidaktiske Overvejelsesmodel inddrages. Modellen er udviklet hos Det Nationale VidenCenter for e-læring i forbindelse med it-indsatsen på de erhvervsrettede videregående uddannelser i 2009-2010. Udviklingen af modellen blev støttet af Undervisningsministeriet. 
Formålet med den eDidaktiske overvejelsesmodel er at give undervisere på forskellige uddannelser og i forskellige fag et overblik over hvilke didaktiske overvejelser, man bør gøre sig i forbindelse med planlægningen, gennemførelsen og evalueringen af forløb med e-læring. Modellens teoretiske grundlag beskrives i Temahæftet E-læringsdidaktik

## Fordele ved e-læring
E-læring er en åben og fleksibel måde at modtage læring på idet der er tale om en tids- og stedfleksibel form for læring. Denne fleksibilitet gør e-læring særlig interessant, da modtageren selv bestemmer hvornår e-læringen skal foregå, og derfor må forventes at være mest motiveret og modtagelig for undervisningen. E-læring er såkaldt "Just-in-time" og kan derfor gennemføres når behovet er der. Endvidere medvirker stedfleksibiliteten til, at den lærende ikke behøver at befinde sig et bestemt sted geografisk for at modtage e-læringen, samt at læreren og den lærende ikke behøver at være fysiske tilstede på samme tid. E-læring foregår også typisk i private rammer, væk fra undervisningslokaler, hvilket kan medvirke til at gøre undervisningsformen mere afslappet.  E-læring har den store fordel, at det kan gennemføres præcis når modtageren har behovet.  

## Eksempler på e-læring

### Behaviorisme
De første og mest simple E-læringsprogrammer er udarbejdet ud fra et behavioristisk didaktisk design. De består af forudprogrammeret lærestof, som er forankret i en række lektioner, som opfølges af en test og feedback, så eleven kan evalueret sine svar.

### E-læring på internet og intranet
Efter internettets fremkomst har e-læring udviklet sig meget. Moderne e-learning spænder lige fra deciderede undervisningsportaler – Learning Management Systemer (LMS) – på internettet eller firmaets lokale netværk, hvor de lærende kan vælge både delkurser og hele kursusforløb med delmålskontrol og/eller slutkontrol over forskellige individuelle og kollaborative forløb. 
E-læringsforløb varierer meget fra adgang til korte, enkle læringsobjekter, til intensive længere videregående uddannelser. 
Lærer-elev-kommunikation kan ske igennem interaktion med programmet eller feedback på opgavebesvarelse, men kan også være mere direkte til igennem e-mail, hvor E-læringsforløbet vil foregå, som en elektronisk variant af den traditionelle brevskole. 
E-læring kan også være et udtryk for, at de lærende benytter online kommunikation, som en del af opgaveløsningen. Det kunne være brugen af chat, diskussionsforum eller blog, som det er tilfældet i CSCL-paradigmet.

## Standarder
Mange e-learning værktøjer benytter sig af SCORM standarden. 

## Etymologi
'E-learning' (på dansk: e-læring) er et sammensat ord, og er begreb i familie med e-mail. 'E'-et står for electronic.